# Gustav von Salmuth

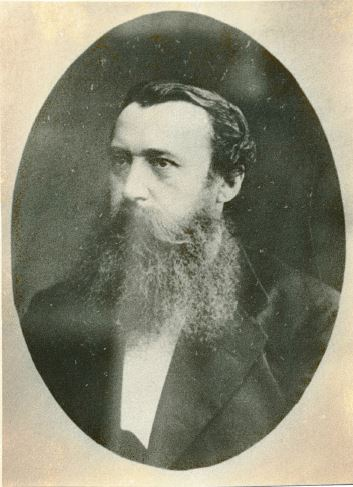
Gustav v. Salmuth

Gustav Freiherr von Salmuth (* 11. Juli 1832 in Bernburg; † 24. Dezember 1875 in Meisenheim) war ein deutscher Verwaltungsjurist.

## Leben
Salmuths Eltern waren der anhalt-bernburgische Regierungsrat Gustav von Salmuth (* 7. November 1804; † 17. März 1845) und dessen Ehefrau Luise Madlung.
Salmuth studierte an der Universität Leipzig und der Ruprecht-Karls-Universität Heidelberg Rechtswissenschaft. Er wurde Mitglied des Corps Guestphalia Leipzig (1850) und des Corps Saxo-Borussia Heidelberg (1851). Nach den Examen trat er in die innere Verwaltung des Königreichs Preußen, zunächst als Regierungsreferendar beim Landkreis Königsberg i. Pr. Am 1. Juli 1869 wurde er kommissarisch, am 13. Dezember 1869 endgültig zum Landrat im ostpreußischen Kreis Angerburg bestellt. Zum 1. Dezember 1875 wurde er mit der kommissarischen Verwaltung des  Landratsamts Meisenheim beauftragt. Noch im selben Jahr starb er mit 43 Jahren an seinem neuen Wirkungsort in der Rheinprovinz.